# .us
.us je vrhovna internetska domena (country code top-level domain - ccTLD) za Sjedinjene Američke Države. Domenom upravlja Neustar.

## Vanjske poveznice
- IANA .us whois informacija  Arhivirana inačica izvorne stranice od 12. listopada 2008. (Wayback Machine)